# Porsche Tennis Grand Prix 2017
Il Porsche Tennis Grand Prix 2017 è stato un torneo femminile di tennis giocato sulla terra rossa indoor. È stata la 40ª edizione del torneo che fa parte della categoria Premier nell'ambito del WTA Tour 2017. Si è giocato nella Porsche Arena di Stoccarda, in Germania, dal 24 al 30 aprile 2017. Questo torneo ha segnato il ritorno alle competizioni di Marija Šarapova dopo la squalifica per doping.

## Partecipanti

### Teste di serie
| Nazionalità | Giocatrice          | Ranking* | Testa di serie |
| ----------- | ------------------- | -------- | -------------- |
| Germania    | Angelique Kerber    | 1        | 1              |
| Rep. Ceca   | Karolína Plíšková   | 3        | 2              |
| Slovacchia  | Dominika Cibulková  | 4        | 3              |
| Romania     | Simona Halep        | 5        | 4              |
| Spagna      | Garbiñe Muguruza    | 6        | 5              |
| Regno Unito | Johanna Konta       | 7        | 6              |
| Polonia     | Agnieszka Radwańska | 8        | 7              |
| Russia      | Svetlana Kuznecova  | 9        | 8              |

* Ranking al 17 aprile 2017.

### Altre partecipanti
Le seguenti giocatrici hanno ricevuto una Wild card:
- Johanna Konta
- Marija Šarapova
- Laura Siegemund

Le seguenti giocatrici sono passate dalle qualificazioni:

- Anett Kontaveit
- Tamara Korpatsch
- Naomi Ōsaka
- Jeļena Ostapenko

La seguente giocatrice è entrata in tabellone come lucky loser:
- Jennifer Brady

## Campionesse

### Singolare
Laura Siegemund ha sconfitto in finale  Kristina Mladenovic con il punteggio di 6-1, 2-6, 7–6(5).
- È il secondo titolo in carriera per Siegemund, il primo della stagione.

### Doppio
Raquel Kops-Jones /  Jeļena Ostapenko hanno sconfitto in finale  Abigail Spears /  Katarina Srebotnik con il punteggio di 6-4, 6-4.